# Coupe des nations de rink hockey 2024
Navigation
Coupe des nations 2019 Coupe des nations 2026
La Coupe des nations de rink hockey 2024 est la 69e édition de la compétition. Initialement prévue en 2021 pour célébrer le centenaire de la compétition, elle a été reportée à la suite de la pandémie de Covid-19.
La compétition se déroule du 27 mars 2024 au 31 mars 2024 , à Montreux en Suisse.

## Déroulement
L'édition célèbre à la fois le centenaire de la création de la compétition créée en 1921 - mais qui n'avait pas connu d'édition depuis 2019 en raison d'une crise sanitaire - et le centenaire de la création en 1924 de la Fédération internationale de patinage à roulette. Le comité d'organisation est alors présidé par Marc-Henri Guibert s'attend à la visite de 5 000 à 6 000 spectateurs, dont de nombreux accompagnateurs portugais et angolais, durant les cinq jours de la compétition. 
La compétition est divisée en deux phases :
La phase de groupes : les 8 équipes sont réparties dans deux groupes. Dans chaque groupe, chaque équipe se rencontre une fois, afin d'établir un classement par groupe. Les deux premières équipes de chaque groupe sont qualifiées pour les demi-finales. Les deux équipes les moins bien placées s'affrontent dans un tournoi pour établir le classement final.
La phase à élimination directe : La première équipe de chaque groupe rencontre, lors d'une demi-finale, la seconde équipe de l'autre groupe. Les équipes vainqueurs de leur demi-finale s'affrontent en finale. Les équipes perdant la demi-finale jouent un match pour la troisième place. L'équipe classée troisième du groupe rencontre, lors d'un match de classement, le quatrième de l'autre groupe. Les équipes qui sortent vainqueurs de ces matchs de classement s'affrontent le dernier jour pour la 5e place; les équipes perdantes jouent un match pour la 7e place.

## Équipes participantes
Sept équipes nationales participent à la compétition. Le club suisse hôte de la compétition, le Montreux HC complète la huitième place.
Le tournoi sert de préparation pour les sélections participant au Championnat du monde de rink hockey 2024 qui se déroule en novembre 2024 à Novara.
- Portugal
- Espagne
- Italie
- France
- Suisse
- Montreux HC
- Argentine
- Angola

| Groupe A                                    | Groupe B                               |
| ------------------------------------------- | -------------------------------------- |
| - Angola - Argentine - Italie - Montreux HC | - Espagne - France - Portugal - Suisse |

La France se présente avec un nouvel entraineur, le portuguais Nuno Lopes qui a préparé l'évènement notamment par un stage au Poirée-sur-Vie.

## Lieu de la compétition
| Salle    | Salle omnisports du Pierrier |
| -------- | ---------------------------- |
|          | \| Montreux \|               |
| Capacité | 2 000 places                 |
| Montreux |                              |

## Phase de poule

### Groupe A
| Rang | Équipe      | Pts | J | G | N | P | Bp | Bc | Diff |  | Résultats   |  |     |     |     |
| ---- | ----------- | --- | - | - | - | - | -- | -- | ---- |  | ----------- |  | --- | --- | --- |
| 1    | Argentine   | 9   | 3 | 3 | 0 | 0 | 16 | 4  | +12  |  | Argentine   |  | 3-1 | 7-3 | 6-0 |
| 2    | Italie      | 6   | 3 | 2 | 0 | 1 | 14 | 7  | +7   |  | Italie      |  |     | 5-3 | 8-1 |
| 3    | Angola      | 3   | 3 | 1 | 0 | 2 | 2  | 11 | -9   |  | Angola      |  |     |     | 5-2 |
| 4    | Montreux HC | 0   | 3 | 0 | 0 | 3 | 3  | 19 | -16  |  | Montreux HC |  |     |     |     |

| 27 mars 2024 | Argentine | 7 - 3 | Angola |  |  |
|              |           |       |        |  |  |
|              | Rapport   |       |        |  |  |

| 27 mars 2024 | Montreux HC | 1 - 8 | Italie |  |  |
|              |             |       |        |  |  |
|              | Rapport     |       |        |  |  |

| 28 mars 2024 | Italie  | 5 - 3 | Angola |  |  |
|              |         |       |        |  |  |
|              | Rapport |       |        |  |  |

| 28 mars 2024 | Montreux HC | 0 - 6 | Argentine |  |  |
|              |             |       |           |  |  |
|              | Rapport     |       |           |  |  |

| 29 mars 2024 | Argentine | 3 - 1 | Italie |  |  |
|              |           |       |        |  |  |
|              | Rapport   |       |        |  |  |

| 29 mars 2024 | Angola  | 5 - 2 | Montreux HC |  |  |
|              |         |       |             |  |  |
|              | Rapport |       |             |  |  |

### Groupe B
| Rang | Équipe   | Pts | J | G | N | P | Bp | Bc | Diff |  | Résultats |  |     |     |     |
| ---- | -------- | --- | - | - | - | - | -- | -- | ---- |  | --------- |  | --- | --- | --- |
| 1    | Portugal | 6   | 3 | 2 | 0 | 1 | 17 | 8  | +9   |  | Portugal  |  | 5-6 | 4-2 | 8-0 |
| 2    | France   | 6   | 3 | 2 | 0 | 1 | 16 | 7  | +9   |  | France    |  |     | 1-2 | 9-0 |
| 3    | Espagne  | 6   | 3 | 2 | 0 | 1 | 11 | 6  | +5   |  | Espagne   |  |     |     | 7-1 |
| 4    | Suisse   | 0   | 3 | 0 | 0 | 3 | 1  | 24 | -23  |  | Suisse    |  |     |     |     |

| 27 mars 2024 | Espagne | 2 - 1 | France |  |  |
|              |         |       |        |  |  |
|              | Rapport |       |        |  |  |

| 27 mars 2024 | Portugal | 8 - 0 | Suisse |  |  |
|              |          |       |        |  |  |
|              | Rapport  |       |        |  |  |

| 28 mars 2024 | Espagne | 7 - 1 | Suisse |  |  |
|              |         |       |        |  |  |
|              | Rapport |       |        |  |  |

| 28 mars 2024 | France  | 6 - 5 | Portugal |  |  |
|              |         |       |          |  |  |
|              | Rapport |       |          |  |  |

| 29 mars 2024 | Portugal | 4 - 2 | Espagne |  |  |
|              |          |       |         |  |  |
|              | Rapport  |       |         |  |  |

| 29 mars 2024 | Suisse  | 0 - 9 | France |  |  |
|              |         |       |        |  |  |
|              | Rapport |       |        |  |  |

## Phase à élimination directe

### Tableau
|  | Demi-finales | Demi-finales | Demi-finales | Demi-finales |                               |           | Finale       | Finale       | Finale       | Finale       |
|  |              |              |              |              |                               |           |              |              |              |              |
|  | 30 mars 2024 | 30 mars 2024 | 30 mars 2024 | 30 mars 2024 |                               |           | 31 mars 2024 | 31 mars 2024 | 31 mars 2024 | 31 mars 2024 |
|  | Argentine    | Argentine    | 6            | 6            |                               |           | 31 mars 2024 | 31 mars 2024 | 31 mars 2024 | 31 mars 2024 |
|  | Argentine    | Argentine    | 6            | 6            |                               |           | 31 mars 2024 | 31 mars 2024 | 31 mars 2024 | 31 mars 2024 |
|  | France       | France       | 4            | 4            |                               |           | 31 mars 2024 | 31 mars 2024 | 31 mars 2024 | 31 mars 2024 |
|  | France       | France       | 4            | 4            | Argentine                     | Argentine | 5            | 5            |              |              |
|  | 30 mars 2024 |              |              |              | Argentine                     | Argentine | 5            | 5            |              |              |
|  |              |              | Portugal     | Portugal     | 2                             | 2         |              |              |              |              |
|  | Portugal     | Portugal     | Portugal     | Portugal     | 2                             | 2         | 0 ap(3)      | 0 ap(3)      |              |              |
|  | Portugal     | Portugal     |              |              |                               |           |              | 0 ap(3)      |              |              |
|  | Italie       | Italie       | 0 tab(2)     | 0 tab(2)     |                               |           |              |              |              |              |
|  | Italie       | Italie       | 0 tab(2)     | 0 tab(2)     | Match pour la troisième place |           |              |              |              |              |
|  |              |              |              |              |                               |           |              |              |              |              |
|  | 31 mars 2024 |              |              |              |                               |           |              |              |              |              |
|  | France       | France       | 5 ap(2)      | 5 ap(2)      |                               |           |              |              |              |              |
|  | France       | France       | 5 ap(2)      | 5 ap(2)      |                               |           |              |              |              |              |
|  | Italie       | Italie       | 5 tab(1)     | 5 tab(1)     |                               |           |              |              |              |              |
|  | Italie       | Italie       | 5 tab(1)     | 5 tab(1)     |                               |           |              |              |              |              |

#### Matchs de classement
|  | Rencontres 5e-8e place | Rencontres 5e-8e place | Rencontres 5e-8e place | Rencontres 5e-8e place |                       |        | Rencontre 5e-6e place | Rencontre 5e-6e place | Rencontre 5e-6e place | Rencontre 5e-6e place |
|  |                        |                        |                        |                        |                       |        |                       |                       |                       |                       |
|  | 30 mars 2024           | 30 mars 2024           | 30 mars 2024           | 30 mars 2024           |                       |        | 31 mars 2024          | 31 mars 2024          | 31 mars 2024          | 31 mars 2024          |
|  | Angola                 | Angola                 | 3                      | 3                      |                       |        | 31 mars 2024          | 31 mars 2024          | 31 mars 2024          | 31 mars 2024          |
|  | Angola                 | Angola                 | 3                      | 3                      |                       |        | 31 mars 2024          | 31 mars 2024          | 31 mars 2024          | 31 mars 2024          |
|  | Suisse                 | Suisse                 | 2                      | 2                      |                       |        | 31 mars 2024          | 31 mars 2024          | 31 mars 2024          | 31 mars 2024          |
|  | Suisse                 | Suisse                 | 2                      | 2                      | Angola                | Angola | 4                     | 4                     |                       |                       |
|  | 30 mars 2024           |                        |                        |                        | Angola                | Angola | 4                     | 4                     |                       |                       |
|  |                        |                        | Espagne                | Espagne                | 5                     | 5      |                       |                       |                       |                       |
|  | Espagne                | Espagne                | Espagne                | Espagne                | 5                     | 5      | 7                     | 7                     |                       |                       |
|  | Espagne                | Espagne                |                        |                        |                       |        |                       | 7                     |                       |                       |
|  | Montreux HC            | Montreux HC            | 1                      | 1                      |                       |        |                       |                       |                       |                       |
|  | Montreux HC            | Montreux HC            | 1                      | 1                      | Rencontre 7e-8e place |        |                       |                       |                       |                       |
|  |                        |                        |                        |                        |                       |        |                       |                       |                       |                       |
|  | 31 mars 2024           |                        |                        |                        |                       |        |                       |                       |                       |                       |
|  | Suisse                 | Suisse                 | 6                      | 6                      |                       |        |                       |                       |                       |                       |
|  | Suisse                 | Suisse                 | 6                      | 6                      |                       |        |                       |                       |                       |                       |
|  | Montreux HC            | Montreux HC            | 3                      | 3                      |                       |        |                       |                       |                       |                       |
|  | Montreux HC            | Montreux HC            | 3                      | 3                      |                       |        |                       |                       |                       |                       |

#### Demi-finale
| 30 mars 2024 | Argentine | 6 - 4 | France | Salle omnisports du Pierrier |  |
|              |           |       |        |                              |  |
|              | Rapport   |       |        |                              |  |

| 30 mars 2024 | Portugal | 0 - 0 ap 3 - 2 tab | Italie | Salle omnisports du Pierrier |  |
|              |          |                    |        |                              |  |
|              | Rapport  |                    |        |                              |  |

#### Match pour la3eplace
| 31 mars 2024 | France  | 5 - 5 ap 2 - 1 tab | Italie | Salle omnisports du Pierrier |  |
|              |         |                    |        |                              |  |
|              | Rapport |                    |        |                              |  |

#### Finale
| 31 mars 2024 | Argentine | 5 - 2 | Portugal | Salle omnisports du Pierrier |  |
|              |           |       |          |                              |  |
|              | Rapport   |       |          |                              |  |

## Classement final
| Place              | Équipe      |
| ------------------ | ----------- |
| Médaille d'or      | Argentine   |
| Médaille d'argent  | Portugal    |
| Médaille de bronze | France      |
| 4                  | Italie      |
| 5                  | Espagne     |
| 6                  | Angola      |
| 7                  | Suisse      |
| 8                  | Montreux HC |